# (400228) 2007 ER110
(400228) 2007 ER110 es un asteroide perteneciente al cinturón de asteroides, descubierto el 11 de marzo de 2007 por el equipo del Spacewatch desde el Observatorio Nacional de Kitt Peak, Arizona, Estados Unidos.

## Designación y nombre
Designado provisionalmente como 2007 ER110.

## Características orbitales
2007 ER110 está situado a una distancia media del Sol de 2,241 ua, pudiendo alejarse hasta 2,485 ua y acercarse hasta 1,997 ua. Su excentricidad es 0,109 y la inclinación orbital 4,217 grados. Emplea 1225,78 días en completar una órbita alrededor del Sol.

## Características físicas
La magnitud absoluta de 2007 ER110 es 17,9.